# Ivars Timermanis
Ivars Timermanis (Bauska, 4 febbraio 1982) è un ex cestista lettone.

## Carriera
Con la Lettonia ha disputato i Campionati europei del 2005.

## Palmarès
- Campionato lettone: 4

Ventspils: 2003-04, 2004-05, 2005-06
Barons Rīga: 2009-10